# Fritz Grau
Fritz Grau fue un deportista alemán que compitió en bobsleigh en las modalidades doble y cuádruple. Ganó dos medallas de bronce en el Campeonato Mundial de Bobsleigh, en los años 1930 y 1933.

## Palmarés internacional
| Campeonato Mundial | Campeonato Mundial        | Campeonato Mundial | Campeonato Mundial |
| Año                | Lugar                     | Medalla            | Prueba             |
| ------------------ | ------------------------- | ------------------ | ------------------ |
| 1930               | Caux-sur-Montreux (Suiza) | Medalla de bronce  | Cuádruple          |
| 1933               | Schreiberhau (Alemania)   | Medalla de bronce  | Doble              |